# ۱۰۰ دختر
۱۰۰ دختر (به انگلیسی: 100 Girls) فیلمی محصول سال ۲۰۰۰ و به کارگردانی مایکل دیویس است. در این فیلم بازیگرانی همچون جاناتان توکر، امانوئل چریکی، جیمز دی بلو، کاترین هیگل، لاریسا اولینیک، جیمی پرسلی، ماریسا ریبیسی، کریستینا آناپاو، آنیا مارینا، اریک سزماندا ایفای نقش کرده‌اند.

## چکیده داستان
ماتیو در حالی که دارد یک مهمانی را در خوابگاه دختران ترک می‌کند، در اثر قطع برق در آسانسور به همراه دختر غریبه ای به دام می‌افتد و پیش از آنکه در تاریکی فرورود، حتی وقت پیدا نمی‌کند نگاهی اجمالی به او بیندازد. به زودی، با گپ و درد دل، ماتیو و دختر غریبه کارشان به عشق بازی می‌کشد، اما وقتی صبح زود ماتیو از خواب بیدار می‌شود - هنوز در آسانسور - خانم ناپدید شده، و تنها شورت کوتاه خود را به جا گذاشته است. ماتیو برای پیدا کردن سیندرلای خود به جستجوی سینه بند همسان این شورت می‌رود.
اما از آنجا که محل اقامت دختران به‌طور معمول به شدت برای مردان ممنوع است، ماتیو بر آن می‌شود وانمود کند که مأمور تعمیر و نگهداری است. و برای رخنه به اتاق‌ها و وارسی لباس زیر دانش آموزان، از تمام ترفندهای ممکن استفاده می‌کند: ول کردن موش در اتاقها، اختلال در سیستم تهویه مطبوع، پنجره‌های شکسته، و غیره. با این حال، وقتی ماتیو دارد یکی از اتاق‌ها را جستجو می‌کند، وندی که معلوم می‌شود همکلاسی سابق دبیرستان اوست، غافلگیرش می‌کند. زن جوان که از جستجوی او پریشان شده، او را لو نمی‌دهد بلکه پیشنهاد می‌کند در پیدا کردن عشق زندگیش به او کمک کند.
به علاوه، جستجوی دقیق اتاق‌ها تنها گزینه متیو نیست: او هر هفته آگهی کوچکی را در روزنامه مدرسه به چاپ می‌رساند و در آن با دختر زیبا قرار ملاقاتی می‌گذارد. یک شب بانوی مرموز می‌آید و بدون اینکه او بتواند چهره اش را ببیند، از او می‌خواهد از دنبال کردن او دست بردارد.
ماتیو ناامید به دستاویز نهایی جنگ می‌زند و عشق خود را به او در جلوی ساختمان خوابگاه دختران اعلام یا به عبارتی ابراز می‌کند، به این امید که دختر زیبا را با این ترفند خود تحت تأثیر قرار دهد تا دختر خود را نشان دهد.